# Karibische Riesenreisratten
Die Karibischen Riesenreisratten (Megalomys) sind eine Gattung der Neuweltmäuse, deren vier Arten sämtlich ausgestorben sind. Diese Nagetiere waren etwas größer als eine Bisamratte: Ihre Kopfrumpflänge betrug etwa 35 cm, hinzu kam ein fast ebenso langer Schwanz. Diese großen Ratten waren auf fünf Inseln der Karibik verbreitet: Martinique, Barbados, Barbuda, St. Lucia und Curaçao.
- Megalomys audreyae, Barbuda
- Megalomys curazensis, Curacao
- Megalomys desmarestii, Martinique
- Megalomys georginae, Barbados[1]
- Megalomys luciae, Saint Lucia

Während M. curazensis nur fossil aus dem Pleistozän bekannt ist, lebten die vier anderen Arten bis in historische Zeit und wurden durch den Menschen ausgerottet.
M. desmarestii war die größte der Arten. Das Fell war oberseits rotbraun und unterseits weiß gefärbt. Diese Ratte war auf Martinique überaus häufig. Die indianische Urbevölkerung jagte die Ratten, um diese zu essen. Als im 17. Jahrhundert die Franzosen die Insel einnahmen, ließen sie die Indianer gewaltsam deportieren und legten große Plantagen an, auf denen die Riesenreisratten schweren Schaden anrichteten. Hiernach versuchten die Kolonialbehörden über Jahrhunderte, die Ratten auszurotten. Das endgültige Aussterben brachte allerdings der Ausbruch des Mont Pelé, der die wenigen noch lebenden Tiere restlos vernichtete.
Über M. luciae ist weit weniger bekannt. Diese Riesenreisratte war etwas kleiner und einfarbig braun gefärbt. Die Ausrottung erfolgte wahrscheinlich im 19. Jahrhundert. Bis 1852 lebte ein Exemplar im Londoner Zoo.
M. audreyae ist nur von Knochenfragmenten bekannt. Die Ratten dieser Art existierten wohl noch, als die Briten im 17. Jahrhundert die Insel Barbuda in Besitz nahmen. Sie überlebten allerdings nicht die Rodung der gesamten Strauchvegetation auf dem nur 161 km² großen Eiland.
Als nächste Verwandte der Riesenreisratten werden die gemeinen Reisratten (Oryzomys) vermutet.